# Henry Killigrew (amiral)
Pour les articles homonymes, voir Henry Killigrew.
Henry Killigrew (v.1652 - 9 novembre 1712) est un officier de marine de la Royal Navy anglaise. Il est le fils du dramaturge Henry Killigrew.

## Biographie
Il sert activement dans la Royal Navy dans les années 1670 et 1680, et est promu au grade de vice-admiral en 1689. Cette même année, il est envoyé en Méditerranée par le comte de Nottingham, secrétaire d’État, avec l'ordre de neutraliser l'escadre française de Toulon, pour éviter qu'elle ne viennent renforcer l'escadre de Brest. En 1690, il est nommé commandant en chef adjoint de la flotte envoyée en Irlande en 1690, en compagnie du Admiral Haddock et de Sir John Ashby
En 1693, Killigrew en compagnie de Ralph Delaval et de Cloudesley Shovell remplacent Edward Russell, 1er comte d'Orford au poste de commandant en chef de la Channel Fleet,.
Soupçonné d'avoir des sympathies Jacobites, il ne reçoit plus de commandement en mer après 1693. Il est élu Member of Parliament pour St Albans entre 1705 et 1708, initialement en tant que membre du Parliament of England, puis (à la signature des Acts of Union en 1707) en tant que membre du Parliament of Great Britain.
Son frère, James Killigrew (mort en 1695), fera également carrière dans la Royal Navy et parviendra comme lui au grade d'amiral.

## Sources et bibliographie
- (en) Cet article est partiellement ou en totalité issu de l’article de Wikipédia en anglais intitulé « Henry Killigrew (Royal Navy officer) » (voir la liste des auteurs).
- (en) Julian Stafford Corbett, Some principles of maritime strategy, Annapolis, Naval Institute Press, 1988 (ISBN 978-0-87021-880-4, lire en ligne)
- (en) J. K. Laughton, J. D. Davies, Biographie d'Henry Killigrew sur l'ODNB